# Ličko Lešće
Ličko Lešće falu Horvátországban Lika-Zengg megyében. Közigazgatásilag Otocsánhoz tartozik.

## Fekvése
Zenggtől légvonalban 39 km-re, közúton 55 km-re, községközpontjától 10 km-re délkeletre a Gacka völgyében, a Kis-Kapela és a Velebit-hegység között fekszik. Itt halad át az Otocsánt Gospić-csal összekötő 50-es számú főút és az A1-es autópálya is.

## Története
Ličko Lešće területe már történelem előtti időkben is lakott volt. A kőkorszakban itt élt emberek nyomaira leginkább a település határában található Pećina nevű régészeti lelőhelyen levő barlangban bukkantak, ahol az i. e. 10000 és 4000 közötti időszakból származó kőszerszámok kerültek elő. A régészeti lelőhelyre a barlang bejáratánál elhelyezett tábla is utal. A barlang később is lakott volt, azt bizonyítják az 1,30 méter mélységből előkerült bronzkori cserépmaradványok. A korai vaskorban a barlang időszakosan újra menedékül szolgált, mivel ebből a korból származó kerámia edénytöredékeket is találtak a barlangban és annak a dombnak a lábánál ahol a barlang található. A barlang még a II. világháború idején is búvóhelyül szolgált a harcok idején a lakosság számára. Az emberek ókori jelenlétére utal a falu határában talált két kőből faragott oltáralapzat, melyen Augustus és Traianus császárok tiszteletére írt szöveg olvasható.
A mai település valószínűleg a 17. század végén keletkezett, amikor Krajna és Gorski Kotar vidékéről katolikus horvátokat telepítettek ide. Ők részben a környék falvainak korábbi, török elől elmenekült lakosságához tartoztak. Az újonnan érkezettek a letelepítés fejében a török elleni harcokban katonai szolgálatot láttak el. A település egészen a katonai közigazgatás 19. századi megszüntetéséig a katonai határőrvidék otocsáni ezredéhez tartozott. 1700-ban a település központjában felépítették a nép által Sveta Lozarijának nevezett Rózsafüzér Királynője (Majke Božje od sv. Krunice) templomot. 1721-ben a falu felső részén felépült a Szent Ferenc kápolna is, melynek falaiba amint azt a latin feliratos faragott követ tanúsítják az ókori Arupium városának köveit is beépítették. 1745-től káplán működött a településen, majd 1769-ben Ličko Lešće önálló plébánia lett. 1786-ban a plébániatemplomot megújították, 1828-ban pedig felépült a plébániaház is. 1831-ben megnyílt a falu első iskolája.
1857-ben 1564, 1910-ben 1907 lakosa volt. A trianoni békeszerződésig Lika-Korbava vármegye Otocsáni járásához tartozott. Ezt követően előbb a Szerb–Horvát–Szlovén Királyság, majd Jugoszlávia része lett. A kulturális élet fejlődését jelzi, hogy 1828-ban a Lika egyik legnagyobb vállalkozójának Delko Bogdanićnak a kezdeményezésére megalakult a „Seljačka sloga” kulturális egyesület és ennek „Javor” nevű tamburás népzenei szekciója. 1930-ban a fűrészüzem és a vasút igényeinek kielégítésére erőművet építettek. 1936-ban Vrilán felépítették a kultúrházat. 1980-ban az iskola területén megalapították a "Ružica Brkljačić" kulturális és művészeti egyesületet, melyet 1994-ben „Gacka“ névre kereszteltek át.
Jugoszlávia felbomlása után 1991-ben a független Horvátország része lett. A falunak 2011-ben 706 lakosa volt.

## Lakosság
| Lakosság változása | Lakosság változása | Lakosság változása | Lakosság változása | Lakosság változása | Lakosság változása | Lakosság változása | Lakosság változása | Lakosság változása | Lakosság változása | Lakosság változása | Lakosság változása | Lakosság változása | Lakosság változása | Lakosság változása | Lakosság változása |
| ------------------ | ------------------ | ------------------ | ------------------ | ------------------ | ------------------ | ------------------ | ------------------ | ------------------ | ------------------ | ------------------ | ------------------ | ------------------ | ------------------ | ------------------ | ------------------ |
| 1857               | 1869               | 1880               | 1890               | 1900               | 1910               | 1921               | 1931               | 1948               | 1953               | 1961               | 1971               | 1981               | 1991               | 2001               | 2011               |
| 1.564              | 1.742              | 1.697              | 1.826              | 1.909              | 1.907              | 1.982              | 1.932              | 1.817              | 1.678              | 1.488              | 1.364              | 1.197              | 1.211              | 891                | 706                |

## Nevezetességei
- A település központjában áll a Rózsafüzér királynője tiszteletére szentelt plébániatemplom.[4]  A templomot 1700-ban építették, 1786-ban megújították. Főhomlokzatával északra tájolt egyhajós épület, négyszögletes alaprajzú hajóval, sokszög záródású szentéllyel, a tőle nyugatra fekvő sekrestyével és a homlokzat feletti harangtoronnyal. A főoltár a 19. század végéről származik, a mellékoltárok pedig barokk-klasszicista stílusúak. Rokokó szószéke, keresztelőmedencéje, régi liturgikus tárgyai vannak.
- A felső lešćei falurészen áll az 1721-ben épített Szent Ferenc kápolna.[5] Egyhajós épület, téglalap alakú hajóval, keskenyebb félköríves szentéllyel és a főhomlokzat feletti egyetlen harangtoronnyal. A homlokzatot egyszerűen tagolja a téglalap alakú bejárat és egy kis téglalap alakú ablak az oromzaton. A főhomlokzat téglalap alakú bejárata fölé faragott, virágdíszítésű kőlap, valamint a templom építésére utaló felirat került elhelyezésre. A templom falába négy, latin felirattal ellátott római kőből faragott kőlapot építettek. A templom valószínűleg egy római épület helyén létesült. A második világháború után helyreállították, majd és 1982-ben titulusát Paolai Szent Ferencre változtatták.
- A falu közelében emelkedik a Karin domb, ahol egykori vár hengeres tornyának és két falszakaszának romjai láthatók.
- A Pećina nevű régészeti lelőhelyen levő barlangban kőkorszaki, bronzkori és vaskori leletek kerültek elő.
- A Gacka folyón a Gornja skela (Tonkovića vrilo) helyen több malom, kallómalom és fűrészmalom található.[6]  A szóban forgó hagyományos építmények ma már nagyon rossz állapotban vannak. A felépítmények faszerkezetei több helyen összeomlottak, és csak a kő tartóelemek maradtak meg. Ezek a hagyományos építmények Otocsán és környékének a 19. századból származó térképészeti ábrázolásain is láthatók. A malomrendszer része volt a Gacka-völgy szerteágazó vízrendszerének.